# برایان مارتین (بازیکن فوتبال، زاده ۱۹۹۶)
برایان مارتین (انگلیسی: Brian Martín؛ زادهٔ ۹ آوریل ۱۹۹۶) بازیکن فوتبال اهل اسپانیا است.
از باشگاه‌هایی که در آن بازی کرده‌است می‌توان به باشگاه ورزشی تنریف اشاره کرد.